# Where Are You? (Frank Sinatra)
Where Are You? è un album del crooner statunitense Frank Sinatra, pubblicato nel 1957 dalla Capitol Records.

## Il disco
Where Are You? è un album particolare: è il primo disco stereofonico di Sinatra ed è il primo per la Capitol senza l'arrangiatore Nelson Riddle, che aveva accompagnato il cantante in successi come In the Wee Small Hours e Songs for Swingin' Lovers!.
Il nuovo arrangiatore è Gordon Jenkins, e in effetti la differenza si nota: note più acute e più prolungate, sensazioni melodrammatiche e sonorità ornate. Un altro primato dell'album è la presenza della canzone Lonely Town di Leonard Bernstein, compositore di West Side Story: infatti in seguito stranamente Sinatra rifiutò le arie del noto musical.
L'album raggiunse la terza posizione nella classifica Billboard 200.

## Tracce

### Lato A
1. Where Are You? - 3:30 - (Adamson, McHugh)
2. The Night We Called It a Day - 3:28 - (Adair, Dennis)
3. I Cover the Waterfront - 2:58 - (Green, Heyman)
4. Maybe You'll Be There - 3:07 - (Bloom, Gallop)
5. Laura - 3:28 - (Mercer, Raksin)
6. Lonely Town (Bernstein, Comden, Green)

### Lato B
1. Autumn Leaves - 2:52 - (Prévert, Mercer, Kosma)
2. I'm a Fool to Want You - 4:51 - (Sinatra, Wolf, Herron)
3. I Think of You - 3:04 - (Elliot, Marcott)
4. Where Is the One? - 3:13 - (Wilder, Finckel)
5. There's No You - 3:48 - (Adair, Hopper)
6. Baby Won't You Please Come Home - 3:00 - (Warfield, Williams)

## Musicisti
- Frank Sinatra - voce;
- Gordon Jenkins - arrangiamenti.